# Thập niên 950
Thập niên 950 hay thập kỷ 950 chỉ đến những năm từ 950 đến 959.